# Llibre d'Esdres
El llibre d'Esdres és un dels setze llibres històrics de l'Antic Testament, precedent al llibre segon de les Cròniques i que segueix al llibre de Nehemies. En un principi, els llibres d'Esdres i Nehemies formaven un sol llibre indivisible (i de vegades el llibre de Nehemies és anomenat llibre segon d'Esdres), que explica el retorn a Jerusalem dels jueus desterrats a Babilònia pel rei Cir de Pèrsia, la reconstrucció del temple destruït de Jerusalem i l'establiment de la comunitat jueva a la Terra Santa. Està escrit vers el segle iii aC.

## Estil
Els llibres d'Esdres i Nehemies mostren un caràcter molt heterogeni de les seves parts, que de fet són un recull de documents i de notes sobre el temps de la restauració i reorganització del poble hebreu, que comprèn uns cent quaranta anys, des de l'edicte de Cir fins a l'any setè d'Artaxerxes II. Potser, en realitat, es tracta només d'una compilació de documents, preparats per a ser reelaborats amb vista a una obra més completa i acabada.

## Contingut
La història, en forma de recull o antologia, que es mira de mostrar és la d'una etapa ben definida dintre l'esperança messiànica. La restauració després de l'exili és el resultat d'un moviment popular, espontani. Els seus homes, Nehemies i Esdres, amb els repatriats, sacerdots, profetes (Ageu i Zacaries), no han fet sinó centrar i mantenir l'esperança en el retorn a la seva antiga terra, aquest cop com a dominadors.
El que havia estat una nació ara és només una província subjecta, amb uns lligams religiosos, de fidelitat a l'aliança, una mena de comunitat religiosa. La religió és la gran força que ha fet que Israel es mantingués com a poble. La prova no és acabada: dificultats, crisis i decepcions formaran el canemàs de la història d'aquest període. És el començament d'aquella insatisfacció d'Israel, que en cert sentit, encara perdura.

## Vericitat històrica
L'autor ha fet una aportació a la història d'Israel, però amb la seva manera artificial de cosir les fonts ha donat un conjunt històric que no representa de cap manera el desenrotllament real dels fets.
L'autor deu pensar en la successió de la casa de David sense deixar-ne veure cap referència, per tal de no donar a entendre un inconformisme contra l'ordre establert. Déu no ha mancat a les seves promeses.

## Dones al llibre d'Esdres
Ni el llibre d'Esdres, ni el de Nehemies ni la Siràcida no parlen de la reina Ester.